# IPhone 3GS
L'iPhone 3GS è la terza generazione di iPhone, smartphone multi-touch progettato e commercializzato da Apple. È stato introdotto l'8 giugno 2009 presso il WWDC, che ha avuto luogo presso il Moscone Center, a San Francisco. Le caratteristiche principali sono le prestazioni sensibilmente migliorate (la S di 3GS sta per Speed, ovvero "velocità" in inglese), una fotocamera con risoluzione superiore e funzionalità video, il controllo vocale e il supporto per il download pari a 7.2  Mbps con connettività HSDPA (ma resta limitata a 384 kbit/s in upload, in quanto Apple non ha implementato il protocollo HSUPA).
È stato messo in vendita negli Stati Uniti, in Canada e in sei paesi europei il 19 giugno 2009; in Australia e in Giappone il 26 giugno e a livello internazionale tra luglio e agosto 2009.
L'iPhone 3GS funziona attraverso il sistema operativo iOS. Tale OS è il medesimo usato sui precedenti iPhone, sull'iPad, e sull'iPod touch. L'iPhone 3GS è il successore dell'iPhone 3G, ed è il predecessore dell'iPhone 4.
Nonostante ciò, a causa dell'hardware contenuto nel telefono, l'iPhone 3GS viene considerato tecnicamente più simile all'iPhone 4 che al 3G visto come sfrutta il processore da 800 MHz underclocked a 600 MHz.

## Caratteristiche
Queste sono le caratteristiche aggiuntive rispetto agli iPhone precedenti:
- Aumento della velocità: l'iPhone 3GS rispetto al modello precedente, è stato aumentato nella velocità della CPU attuale, in particolare nel lanciare le applicazioni, caricare le pagine web e aprire gli allegati. C'è stato un notevole miglioramento anche nella sezione giochi, con una visualizzazione migliore.
- Fotocamera: a partire da questo modello di iPhone, viene integrata una fotocamera da 3.2 megapixel che permette di registrare anche i video, oltre naturalmente a scattare foto. La fotocamera è dotata di autofocus e di una funzione che mette a fuoco la parte dell'immagine che si desidera. I video, attraverso iOS 4, si possono tagliare, montare, archiviare su Mac e PC, e condividere su MobileMe o YouTube (quest'ultima funzione, via e-mail o attraverso il Bluetooth).
- Controllo vocale: basta tenere premuto il tasto Home, per "invocare" il controllo vocale. Tramite di esso è possibile utilizzare le funzionalità telefono e iPod, semplicemente pronunciando il nome di un artista, il titolo di una canzone, il nome di un contatto in rubrica oppure il numero telefonico da chiamare.
- GPS: sempre da questo modello, l'iPhone è in grado di supportare appieno la navigazione assistita tramite GPS. Consentendo sia l'uso di un software di navigazione dedicato che l'uso dell'applicazione integrata Maps (fornita da Google). L'uso di quest'ultima è vincolato alla presenza di una connessione 3G attiva sul dispositivo attraverso la quale è possibile accedere alle mappe.
- Bussola digitale: è presente anche una bussola digitale indipendente dal ricevitore GPS, che offre una discreta precisione in assenza di disturbi elettromagnetici forti.
- Nike + iPod: l'iPhone 3GS include, inoltre, il supporto Nike+iPod integrato. Il dispositivo è in grado di accettare le connessioni wireless dei dispositivi Nike+iPod senza l'ausilio di adattatori esterni.

Il sistema preinstallato sull'iPhone 3GS è la versione 3.1 di iOS. Nell'ottobre 2012, come annunciato al WWDC, è stato reso disponibile la nuova versione 6 di iOS anche per l'iPhone 3GS di cui sarà anche l'ultima versione di iOS poiché, all'annuncio di iOS 7 al WWDC di giugno 2013, è stata dichiarata l'incompatibilità con questo modello
L'ultima versione di iOS compatibile con l'iPhone 3GS è la 6.1.6

## Distribuzione
Apple ha messo in vendita l'iPhone il 19 giugno 2009 in due colorazioni, bianco e nero.
Negli Stati Uniti il modello 3GS fu messo in vendita a un prezzo massimo di 199 dollari per il modello da 16GB e 299 dollari per il modello da 32GB sottoscrivendo un contratto biennale con AT&T.
In Italia fu commercializzato da tre gestori, oltre che da Apple stessa. TIM e Vodafone lo proposero in vendita al prezzo di 619 euro per il modello da 16GB e 719 euro per il modello da 32GB. A questi due gestori si è aggiunta 3 Italia che, dopo avere annunciato il 19 giugno 2009 di aver siglato un accordo con Apple, ha iniziato a distribuire iPhone 3GS (oltre a iPhone 3G) dal luglio seguente a 599 euro (16GB) e 699 euro (32GB), oppure in abbinamento a un abbonamento a partire da 199 euro, o con piano ricaricabile a partire da 299 euro.
Con il rilascio dell'iPhone 5, l'iPhone 3GS è stato ritirato dal commercio, riducendo a soli modelli 4, 4S e 5 i modelli in commercio.

## Design
L'iPhone 3GS mantiene lo stesso design dell'iPhone 3G, caratterizzato posteriormente da una scocca in policarbonato e anteriormente da uno schermo touchscreen in vetro Gorilla Glass, contornato da una cornice metallica cromata. Il pulsante di accensione/spegnimento si trova sul lato superiore, affiancato da un jack da 3,5" per le cuffie. Sul lato sinistro, invece, si trovano i tasti di controllo del volume, insieme all'interruttore suoneria/silenzioso. I tasti sono in metallo, come quelli del suo predecessore. Mentre il lato destro è privo di tasti o ingressi, sul lato inferiore si trova l'ingresso del connettore Dock per la ricarica e il collegamento al computer.
I modelli da 16 e 32 GB sono stati realizzati in colorazione bianca o nera, mentre il modello da 8 GB è stato reso disponibile soltanto in colorazione nera. La cornice dello schermo è nera indipendentemente dalla colorazione della scocca posteriore. Sulla scocca posteriore sono presenti il logo Apple cromato e la scritta iPhone, anch'essa cromata a differenza di quella presente sulla scocca del predecessore. Il design di questo iPhone è stato per molto tempo l'ultimo ad avere forme molto arrotondate, in particolar modo per quanto riguarda le cornici laterali, che a partire dal successore iPhone 4 hanno assunto una forma piatta e con spigoli più netti. Dopo iPhone 3GS Apple ha inoltre abbandonato l'uso del policarbonato per la scocca posteriore in favore di vetro e, in seguito, alluminio, tornando ad utilizzare il policarbonato solo alcuni anni dopo con iPhone 5c recuperando anche forme maggiormente arrotondate.